# Коле Симитчиев
Коле Петров Симитчиев е деец на СНОФ и НОФ, славист.

## Биография
Роден е на 15 април 1918 година в леринското село Вощарани, днес Мелити, Гърция. През 1937 година завършва гимназия в Лерин, а през 1941 година и класическа филология в Солунския университет. През 1944 година завършва славянски изследвания в Скопския университет, създаден като филиал на Софийския университет. През 1944 година се включва в комунистическата съпротива във Вардарска Македония, а после влиза в бригада на ЕЛАС. В края на 1944 година се завръща с бригадата във Вардарска Македония. По това време става член на политическата комисия за освобождаване на Егейска Македония. В периода 1945-1946 заедно с Паскал Паскалевски и Фоти Илковски издава „Бюлетин“ на скопска литературна норма. След това се включва в редиците на Демократичната армия на Гърция и участва в битката на Грамос през 1947 година. През 1948 е назначен от главния щаб на ДАГ за редактор на вестниците „Непокорен“, „Бюлетин“ и „Нова Македонка“. Същата година е осъден задочно на смърт от Атинския военен съд. На следващата година е ранен в сражение и е прехвърлен в албанските болници в Корча и Елбасан. През 1950 година заминава за град Згожелец в Полша.
Там продължава да издава вестник „Бюлетин“, а през 1951 година редакцията е преместена във Вроцлав. Там Симитчиев започва да редактира вестник „Демократ“, списван на македонски и гръцки език. През 1953 е обвинен като агент на Тито и изключен от ГКП. Започва да работи във фабрика за амбалаж и на други места. По-късно е реабилитиран и става член на партията отново и член на Председателството на Градския комитет на политическите емигранти от Гърция в Полша. Между 1956 и 1968 е консултант по македонските въпроси към Министерството за просвета. Написва сам или в съавторство 14 учебника на македонски език за децата бежанци в Полша, СССР, Чехословакия, Румъния и Унгария. На 6 декември 1966 година зашитава докторска дисертация на тема Македонския юнашки народен епос. Става асистент, а след това и професор по старославянски език и литература към Вроцлавския университет. Пенсионира се на 1 октомври 1988 година като редовен професор.